# 马克·麦克纳马拉
马克·罗伯特·麦克纳马拉（英語：Mark Robert McNamara，1959年6月8日—2020年4月27日），美国NBA联盟前职业篮球运动员。他在1982年的NBA选秀中第1轮第22顺位被费城76人选中。